# San Antonio Riders
I San Antonio Riders sono stati una squadra di football americano, di San Antonio, negli Stati Uniti d'America.

## Storia
La squadra è stata fondata nel 1991 e non ha mai disputato un World Bowl.
Dopo la chiusura della WLAF avevano fatto richiesta di iscriversi in CFL come San Antonio Texans, ma chiusero prima dell'inizio della stagione 1993.